# ポルト・ド・ラ・ヴィレット駅

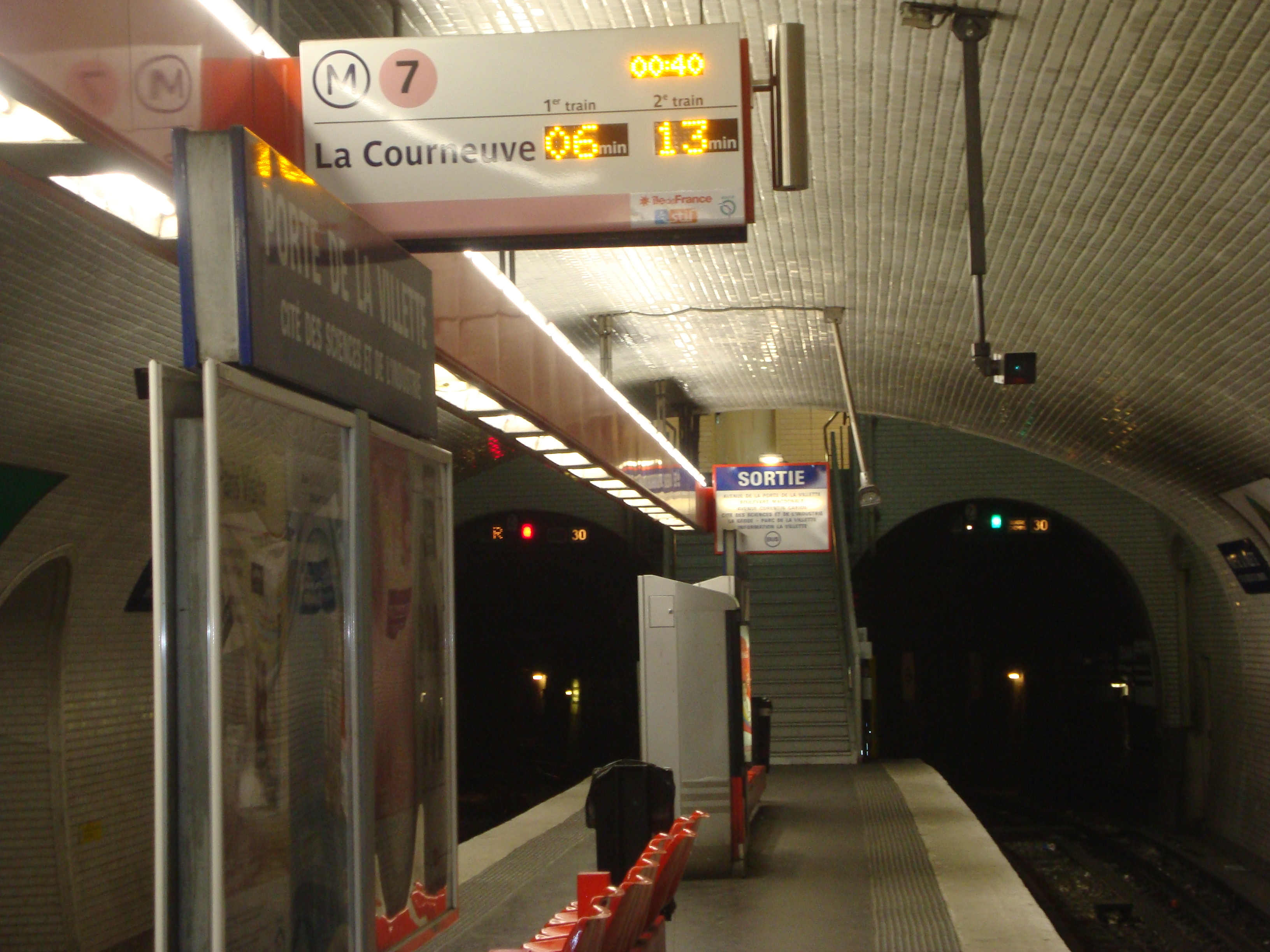
島式ホーム2面4線の駅で、ホームはかつて当駅がメトロ7号線の終着駅だったころから使用されている。対向ホームは隔壁の向こうにある

ポルト・ド・ラ・ヴィレット駅（仏: Porte de la Villette）は、フランス・パリの19区にある、メトロ（地下鉄）7号線の駅。1910年の開設以来、1979年にメトロ7号線が当駅から北へ延伸されるまでの69年間、同線の終着駅であった。

## 概要
1910年10月5日、メトロ7号線の開設と同時に終着駅として開設された。駅名は駅の直上にあるポルト・ドゥ・ラ・ヴィレット（ラ・ヴィレット門）から取られている。市門の名前自体は、1860年にパリの一部となった旧ラ・ヴィレット地区に由来する。
島式ホーム2面4線の構造を持ち、それぞれのホームはアーチ状の天井に覆われ対向ホームとは区切られている。運行終了後ホームは車両の車内清掃のために作業場として利用される。長らく終着駅であったため、車両を半周させて折り返すためのラケット線が設けられていた。1979年に7号線がフォール・ドーヴェルヴィリエまで延伸し当駅は中間駅となったが、ラケット線自体はそれ以降も残され、現在は駅北側約100メートルのところに分岐線があり、主に保線を請け負うラ・ヴィエット保線区へ続いている。一日の運行が終了した後には多数の保線車両が当駅を通過する様子が見られる。

## 利用状況
2003年の一日あたりの乗車人員は9,100人だった。2011年の年間乗車人員は320万9,252人、2012年は292万5,024人。2013年の年間乗車人員は339万1,240人で、これはパリメトロで155番目の多さである。

## 利用可能な鉄道路線
- パリメトロ
  - 7号線
- パリ・トラム
  -  3b号線

## 歴史
駅周辺の地域は長らく公共交通機関の重要地点としての役割を果たしてきた。20世紀初頭にパリ・トラムが開通するとトラムから乗客が地区に流れ込むようになり、2012年12月15日にトラム3b号線（イル＝ド＝フランス線）が開通すると再び交通結節点としての重要度が増した。
- 1910年10月5日 - 7号線の終着駅として開業。
- 1979年10月4日 - 7号線がフォール・ドーヴェルヴィリエまで延伸、当駅は中間駅となる。
- 2012年12月15日 - トラム3b号線（イル＝ド＝フランス線）が開通。

## 駅周辺
- キャバレー・ソヴァージュ（フランス語版）
- シテ科学産業博物館
- ラ・ヴィレット公園
- ラ・ジェオード
- トゥール・ラ・ヴィレット（フランス語版）
- グラザール（フランス語版）（ナイトクラブ）

## バス路線
パリ交通公団 (RATP) の路線バス139・150・152系統が運行されており、夜間にはノクティリアン（フランス語版）の深夜バスN42系統の運行も設定されている。

## 隣の駅
パリメトロ
7号線
オーベルヴィリエ＝パンタン＝キャトル・シュマン駅 （Aubervilliers - Pantin - Quatre Chemins） - ポルト・ド・ラ・ヴィレット駅 - コランタン・カリウー駅（Corentin Cariou）

## ギャラリー

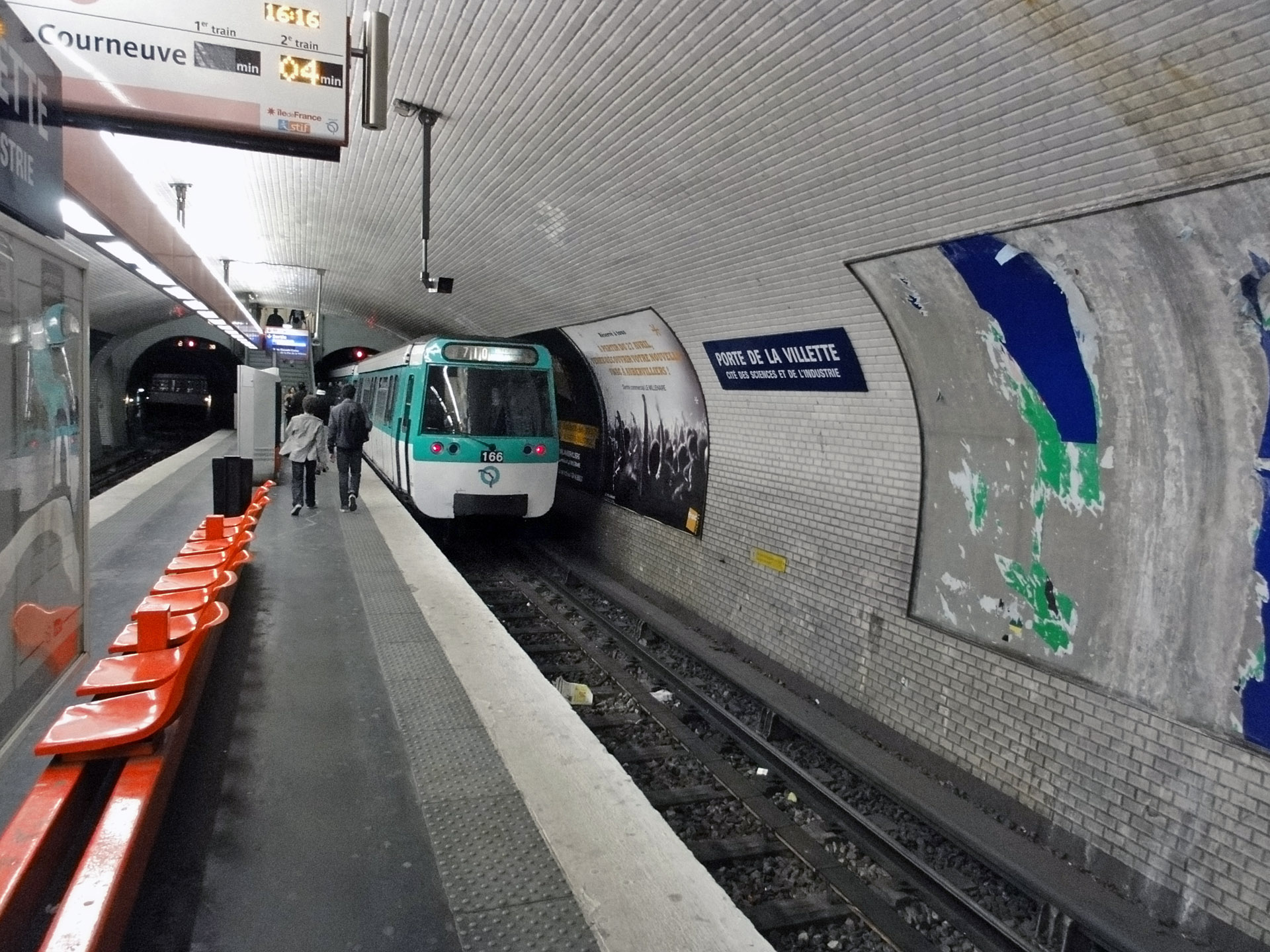
北側の終端ラ・クールヌーヴ駅へと出発する列車
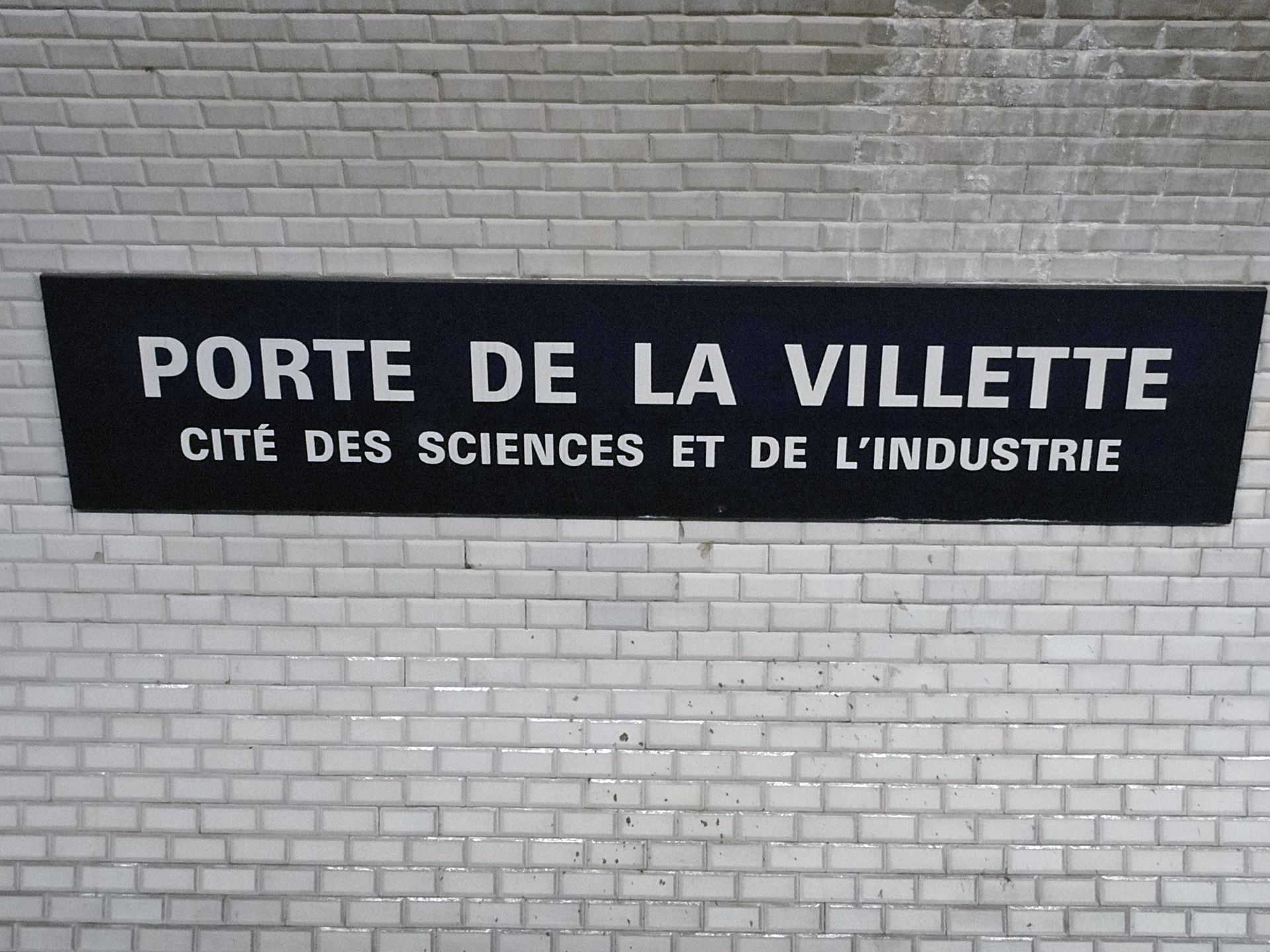
駅名標
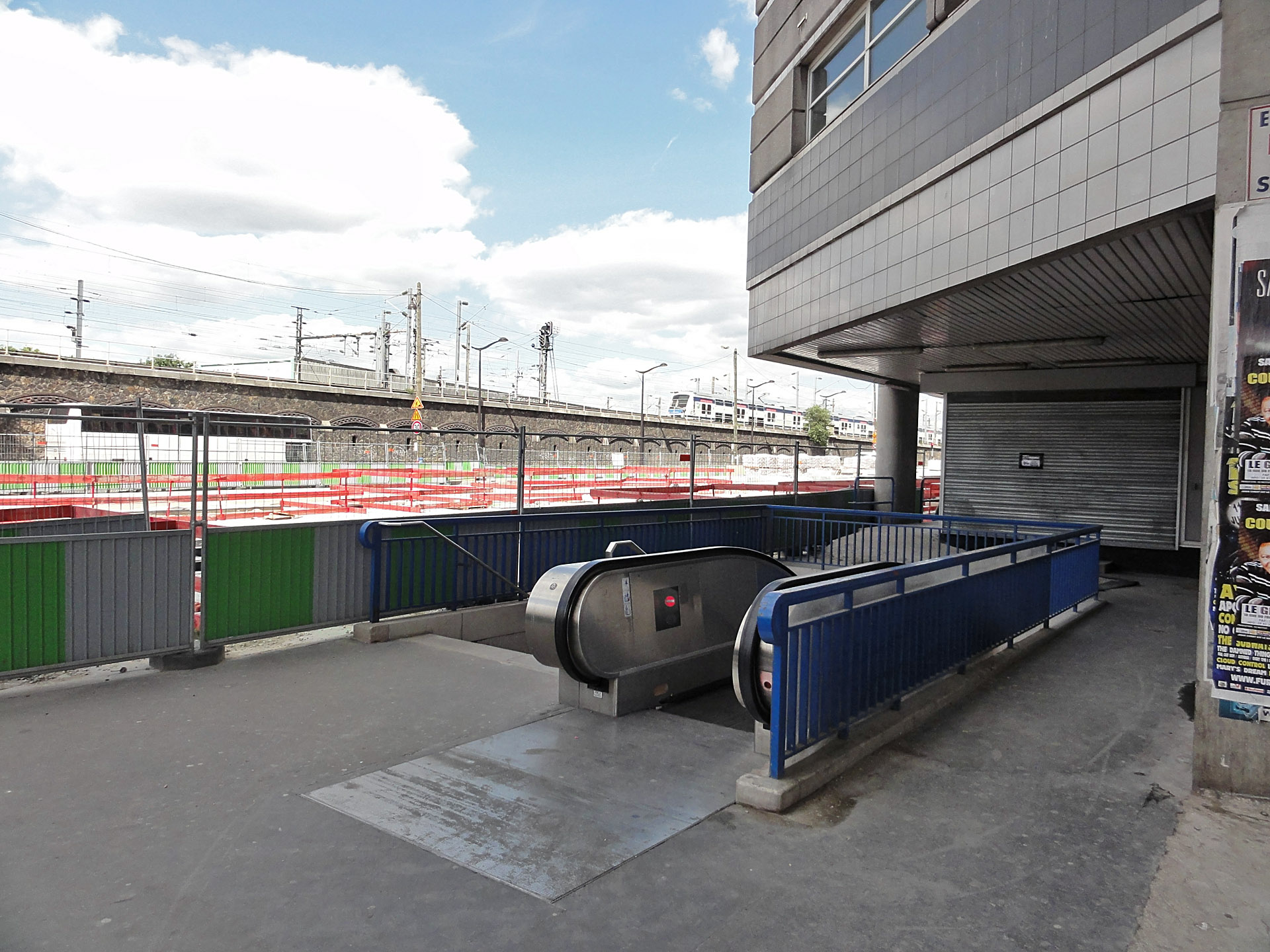
トラム3b号線への乗換口
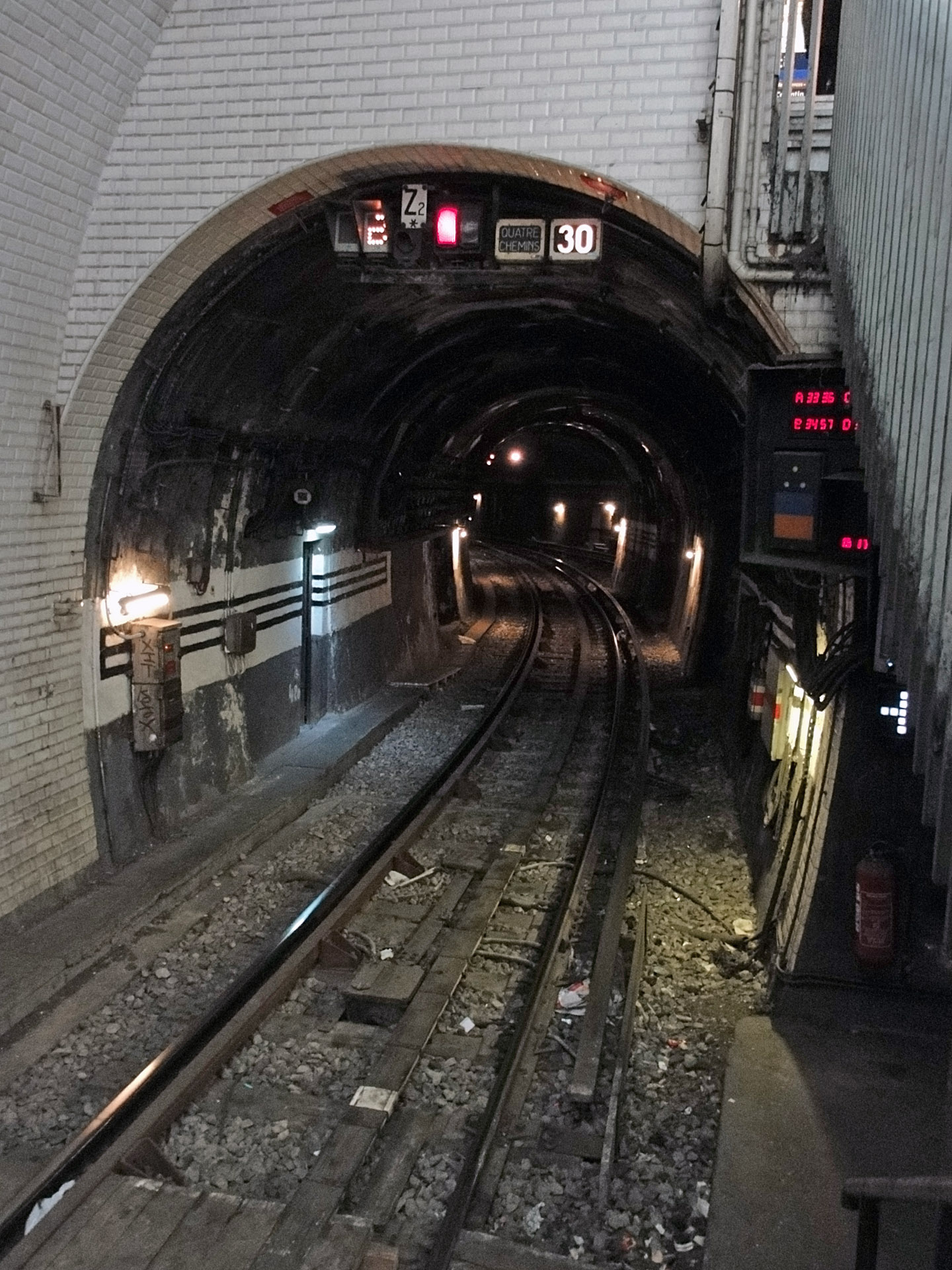
ラ・クールヌーヴ駅方面へのトンネル
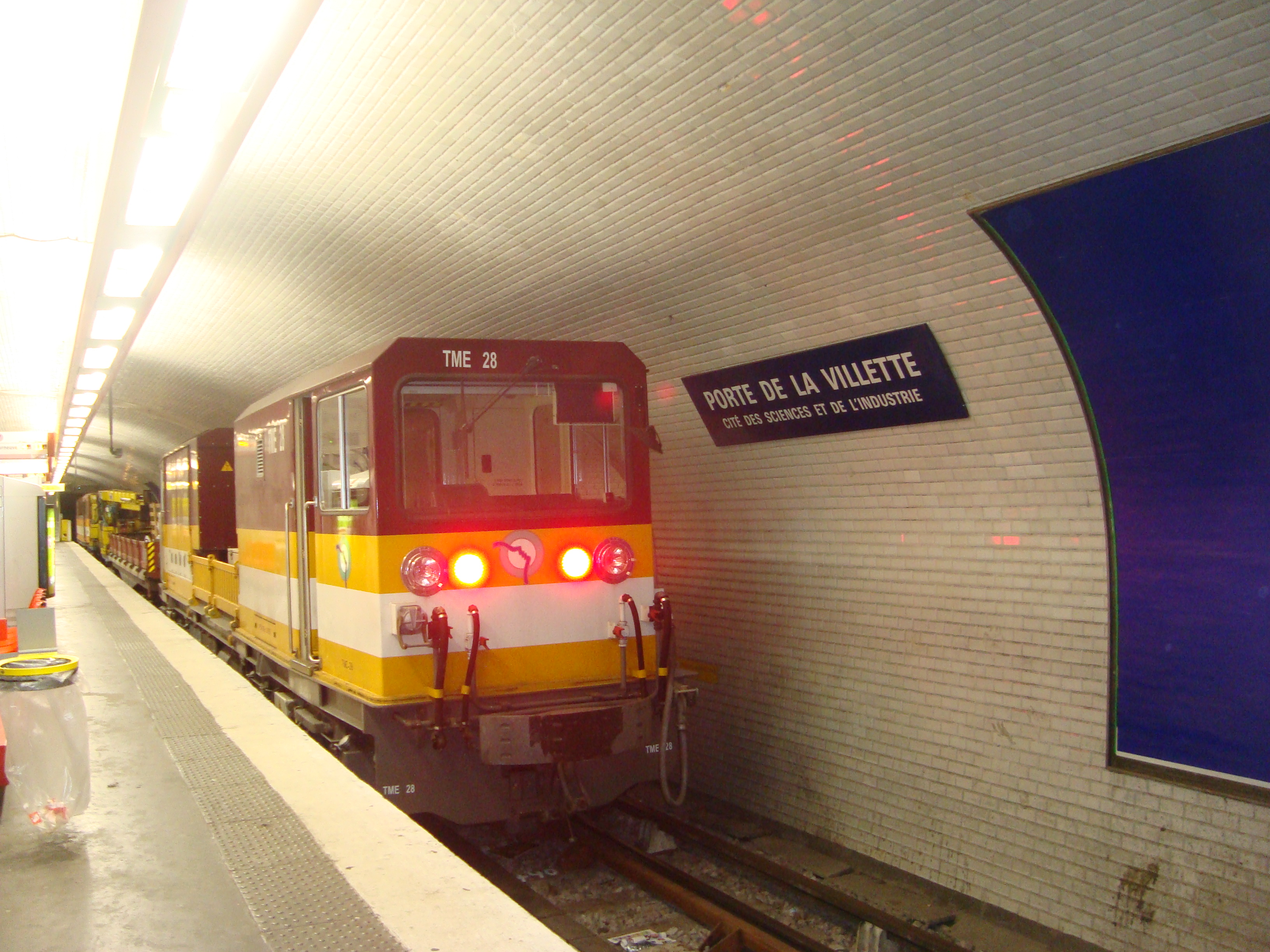
駅を通過する保線車両